# Josep Jaume Pons
Josep Jaume Pons (Palma, 1949) és un enginyer aeronàutic mallorquí. Llicenciat per la Universitat Politècnica de Madrid i màster en direcció d'empreses per la Universitat Harvard. La seva trajectòria professional ha estat sempre vinculada al món del transport aeri i al llarg de la seva gestió ha ocupat càrrecs d'alta responsabilitat en diverses companyies aèries.
La seva carrera professional comença el 1972 a Air Spain. El 1973 és nomenat director d'enginyeria i manteniment d'avions a l'aeroport de Palma per la companyia Transeuropa. Posteriorment, va dissenyar els perfils òptims de vol per mínim cost i renou per a la companyia Iberia LAE. El 1988 fou nomenat director general d'Universair càrrec que ocupà fins a l'any 1992. També des de l'any 1992, és conseller general de l'empresa JKL Vitrac, consultoria dedicada a proporcionar serveis a mida, principalment en els àmbits de la gestió del transport aeri i aeroports i del turisme.
En l'actualitat és director general de AeBal, Aerolíneas de Balears que neix amb la profunda vocació d'estar sòlidament arrelada a les Illes Balears, i que incia les seves operacions el 2000. AeBal ha estat guardonada per Boeing en dues ocasions com la companyia aèria operadora de B 717 amb un índex de fiabilitat de despatx major del món. El 2005 va rebre el Premi Ramon Llull.